# Bertha Lamme

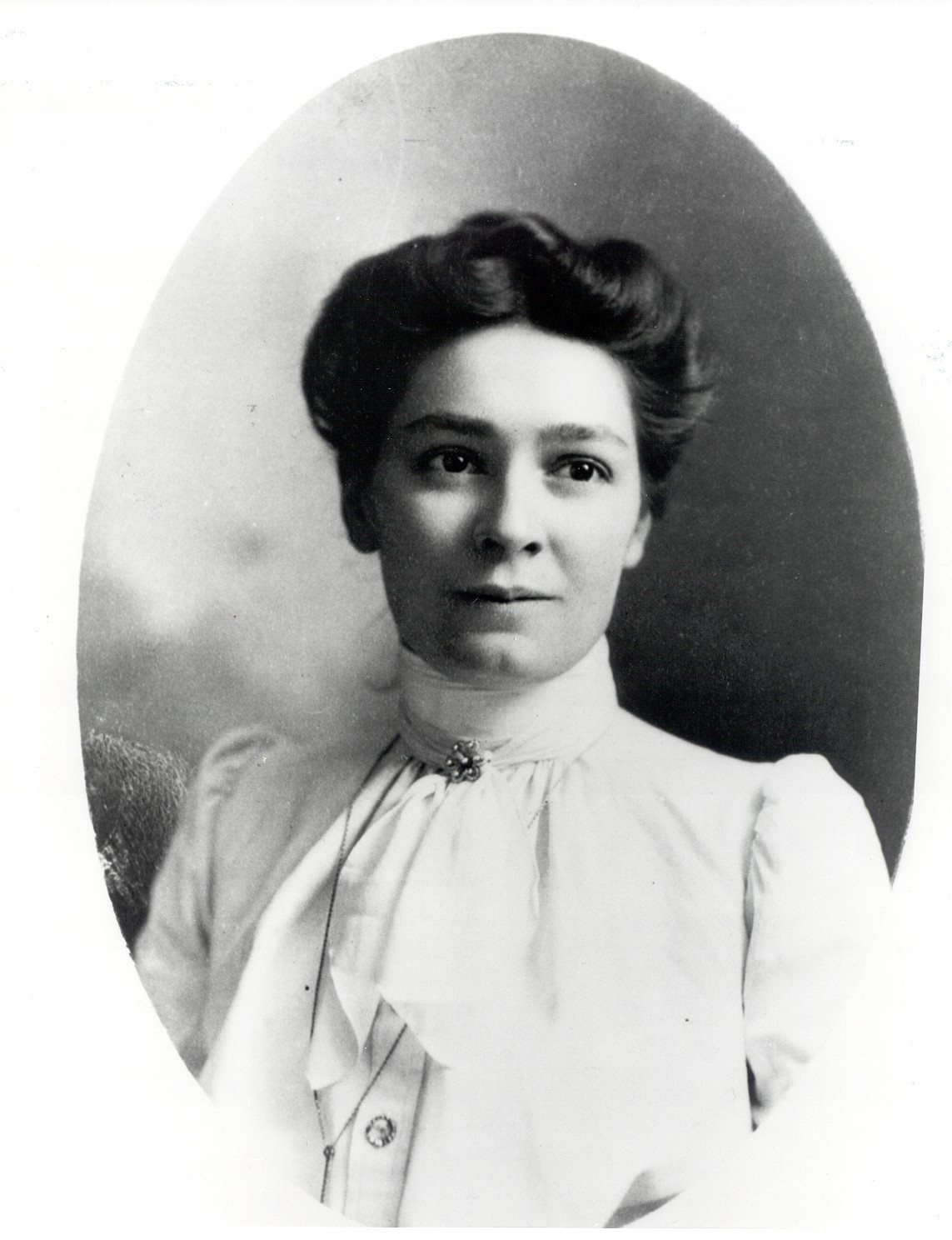
Bertha Lamme (1892)

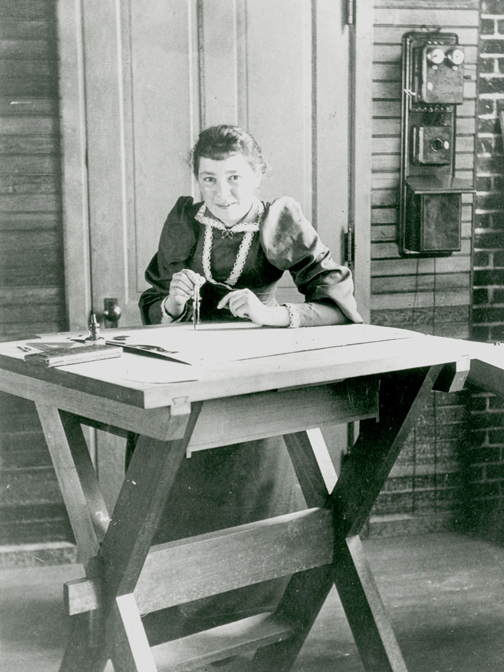
Achter de tekentafel met kompas (1892)

Bertha Lamme Feicht (Springfield, 16 december 1869 - Pittsburgh, 20 november 1943) was de zus van Benjamin Lamme en wordt gezien als de eerste vrouwelijke elektrotechnicus in de Verenigde Staten.

## Levensloop
Bertha Lamme werd net als haar oudere broer geboren op een boerderij net buiten Springfield, Ohio. In 1889 ging ze naar de Ohio State universiteit waar ze in 1893 afstudeerde in de werktuigbouwkunde met als specialiteit elektriciteit. Op voordracht van haar broer werd ze naar haar afstuderen door Albert Schmid aangenomen bij Westinghouse Electric Company, waar ze aan de slag ging als ontwerpster van elektromotoren en generatoren.
In 1905 huwde Lamme met Russell Feicht, een collega bij Westinghouse en medestudent van de Ohio State universiteit. Haar man zou uiteindelijk hoofd worden van de techniekafdeling bij Westinghouse, maar Lammes 12-jarige carrière eindigde met dit huwelijk. De bedrijfsregels sloot samenwerken van echtparen uit. Vele vermoeden dat Lamme toch door is gegaan met haar technische werkzaamheden. Ze kon haar broer en echtgenoot geholpen hebben bij hun Westinghouse projecten naast haar rol als vrouw en moeder.
In 1910 werd hun enige kind, Florence, geboren. Hun dochter zou uiteindelijk natuurkundige worden bij het Amerikaanse bureau voor de mijnen. Lamme overleed op 73-jarige leeftijd in Pittsburgh, Pennsylvania.

## Studiebeurs
Om Lamme te eren als de eerste vrouwelijke technicus bij Westinghouse stelde de Westinghouse Educational Foundation, samen met de Society of Woman Engineers, in 1973 een studiebeurs in die haar naam draagt. Deze Westinghouse/Bertha Lamme Scholarship wordt jaarlijks toegekend aan een vrouwelijke eerstejaars studente elektrotechniek.